# Alfalfa (Séville)
Pour les articles homonymes, voir Alfalfa.
Alfalfa est un quartier de la ville andalouse de Séville, en Espagne.
Il doit son nom à la plaza de la Alfalfa (« place de la luzerne »), située en son centre.

## Limites du quartier
Situé au centre du centre historique, il est limité au nord par la rue Alphonse-XII, la place du Duc de la Victoria et les rues Campana, Martín Villa, Laraña, Imagen et Almirante Apodaca qui le séparent du quartier d'Encarnación-Regina, à l'est par la rue Alhondiga qui le sépare du quartier de Santa Catalina, au sud-est par la fin de la rue Alhondiga, la rue Descalzos, la place Saint-Ildefonse et les rues Rodríguez Marín, Águilas, Virgenes, Almirante Hoyos, Corral del Rey et Argote de Molina qui le séparent du quartier de San Bartolomé, au sud par les rues Bamberg, Pajaritos, Francos, Blanca de los Reyes, Álvarez Quintero, Entre Cárceles et Francisco Bruna et par la place Saint-François qui le séparent du quartier de Santa Cruz, au sud-ouest par la place Neuve et par les rues de Bilbao, Carlos Cañal et Mateo Alemán qui le séparent du quartier d'El Arenal et à l'ouest par les rues Ciriaco Esteban, Bailén, San Eloy, Fernán Caballero, Monsalves et Silencio qui le séparent du quartier de Museo.

## Lieux d'intérêt
- Église du Divin Sauveur
- Palais de la comtesse de Lebrija
- Hôtel de ville

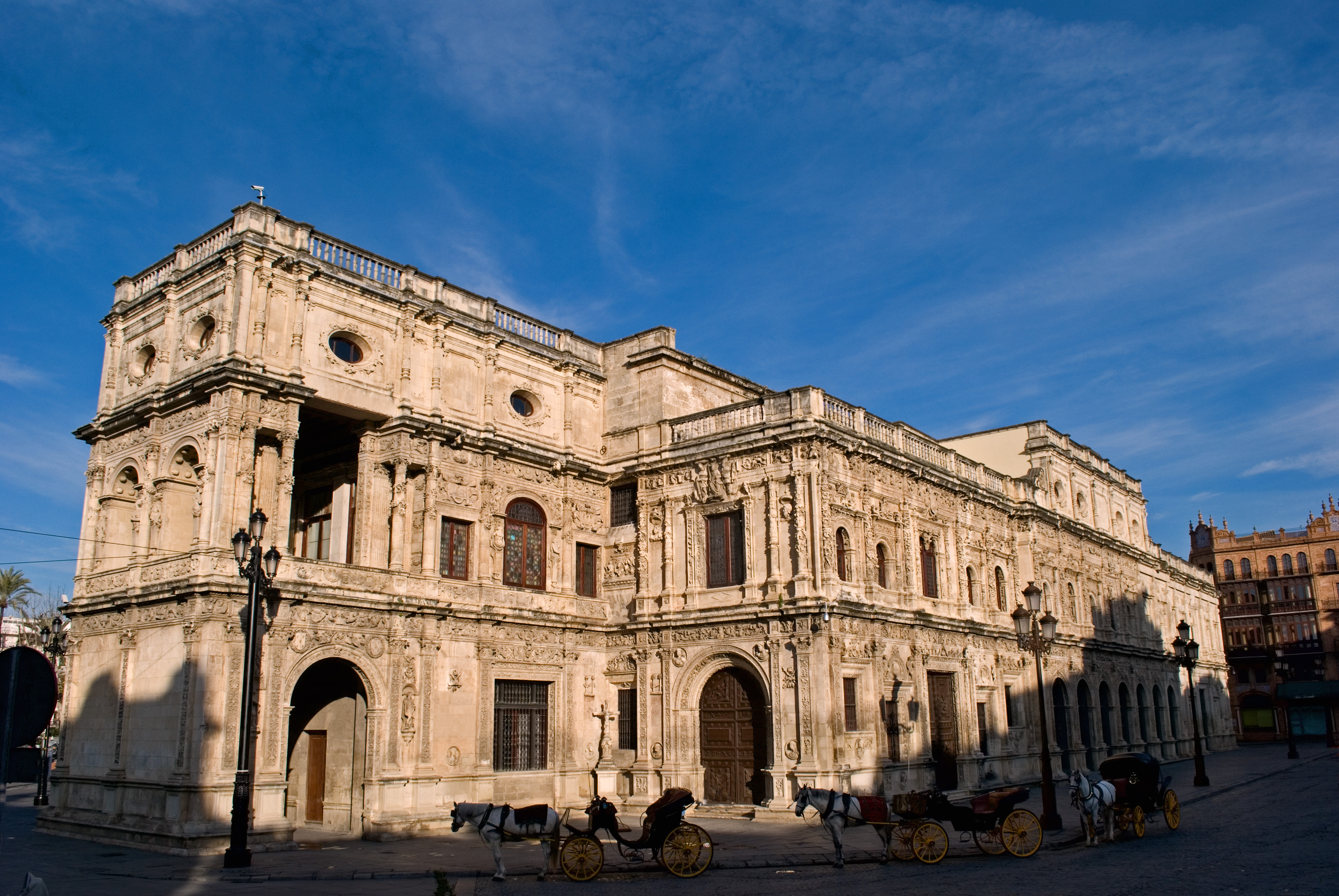
L'hôtel de ville de Séville.
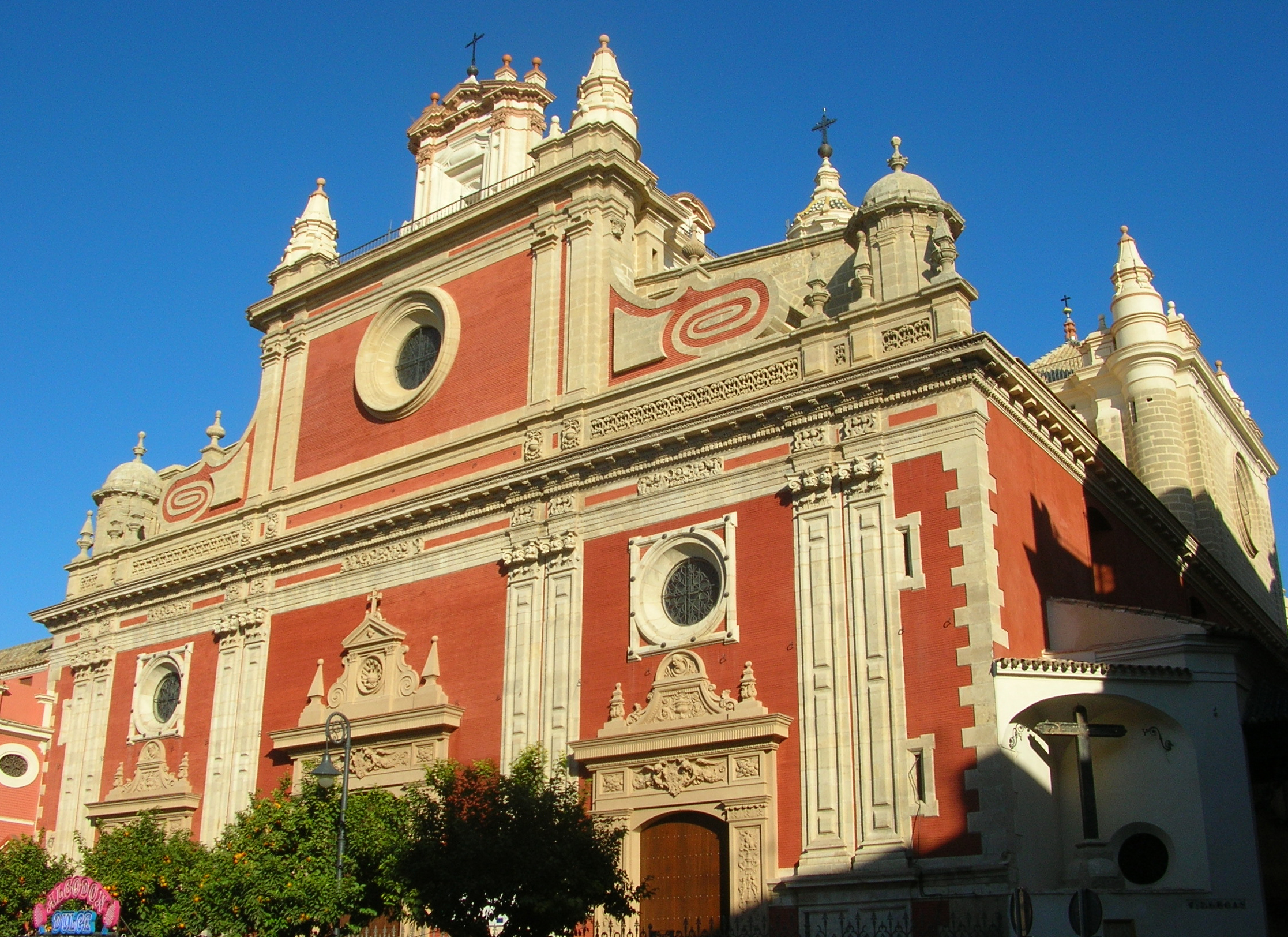
L'église du Divin Sauveur.
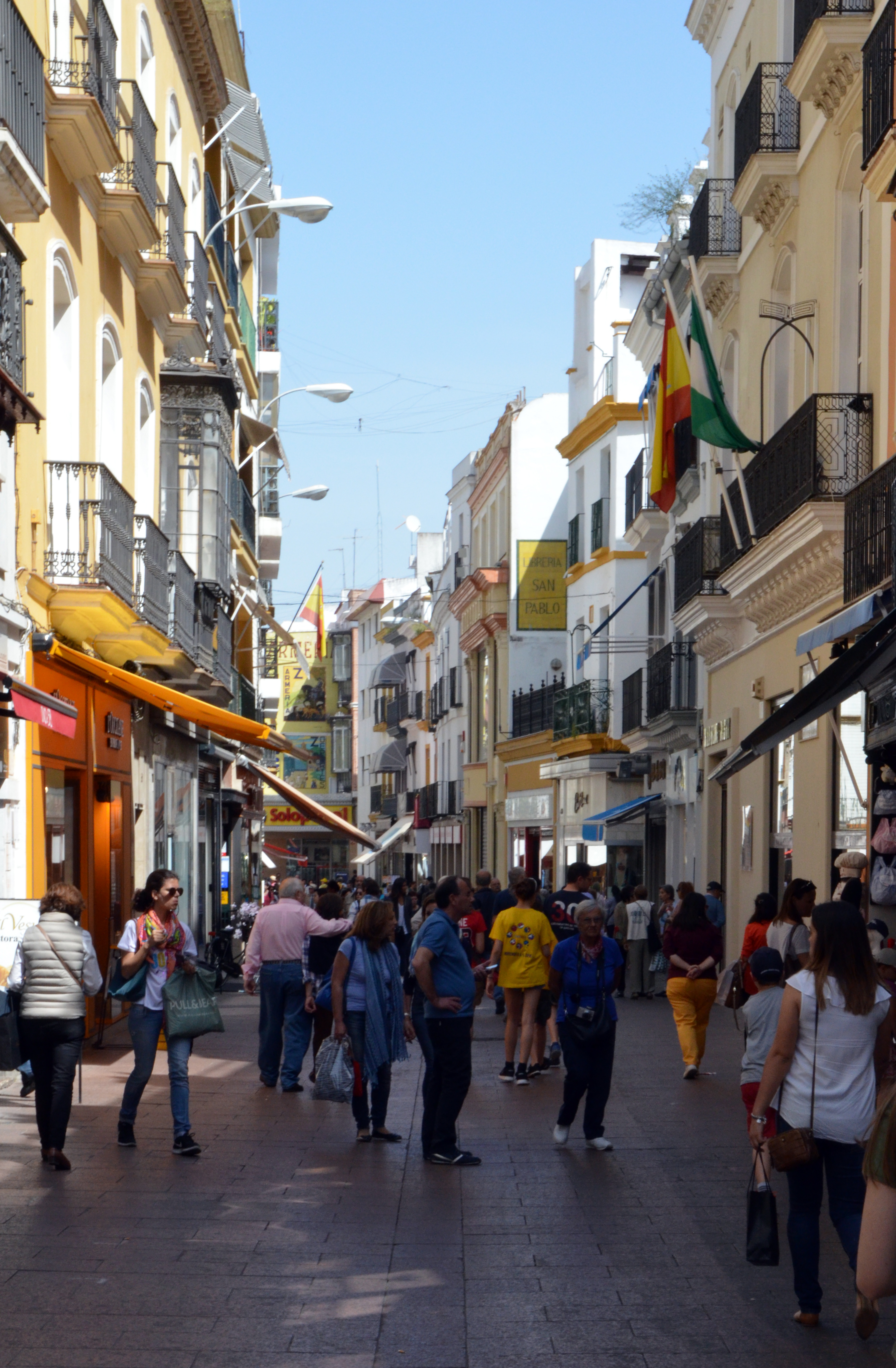
la rue Sierpes.